# Нико Цонев
Нико Цонев е български музикант и продуцент, живеещ в Лондон. От 2017 г. свири в прогресив рок групата Moonparticle. Добива популярност като сесионен музикант на Стивън Уилсън, участвайки в турнето на групата му през 2012 г.

## Биография
Започва да свири на акордеон на 4-годишна възраст. Като тийнейжър започва да взима уроци по китара и да учи музикална теория. На 17 печели стипендия за музикалния колеж „Бъркли“, но вместо това се премества в Лондон, като записва колежа Люисхам.
През 90-те години свири в групата Лакрима Кристи, а след като се премества в Англия, работи като сесионен музикант. С Лаксима Кристи издава един албум – „Futura“ от 1996 г.
Като студиент музикант работи с изпълнители като The Big Other, Digitional, Mr. Fastfinger. През 2005 г. композира музиката към късометражния филм „Мостът“. Освен това е композитор на филмите „Гробарят“ (2011) и „Вземи каквото заслужаваш“ (2012). През 2012 г. участва в групата на Стивън Уилсън, като е част от турнето на британския музикант в САЩ, Европа и Южна Америка. Цонев участва и в демзозаписите на най-популярния аблум на Уилсън – „The Raven that refused to sing“, като впоследствие тези записи са включени като бонус към официалния албум.
Между 2013 и 2016 г. свири в прогресив рок групата Lifesings. Записва албума „Cardington“ (2017). През 2017 г. създава групата „Moonparticle“.
През 2015 г. попада в класациите за най-добър китарист на годината на списанията Prog и Classic Rock Society.
През 2023 г. отново участва в записи на Стивън Уилсън, като свири китара в синглите „Impossible Tightrope“ и „Rock Bottom“.